# Битва за Гимры
Би́тва за Гимры́ — военная операция, происходившая 17—18 октября 1832 года, проведённая силами отряда под командованием генерала А. А. Вельяминова, целью которой был захват аула Гимры, расположенного в труднодоступной горной местности Дагестана, который известен как родина двух дагестанских имамов: Гази-Мухаммада и Шамиля.

## Положение дел на Северном Кавказе к середине 1832 года

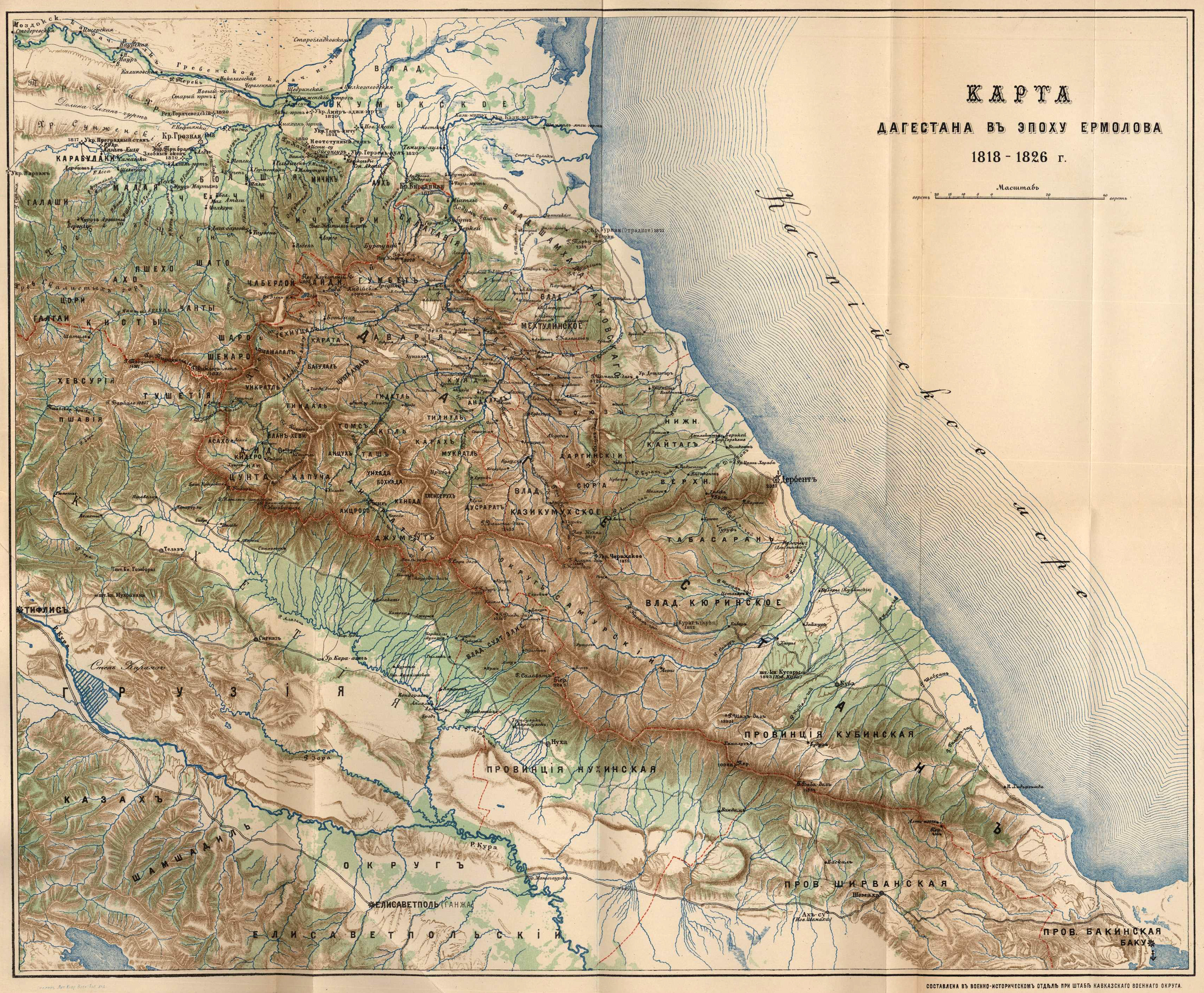
Карта Дагестана в эпоху Ермолова 1818—1826 г.

Начиная с 1828 года Гази-Мухаммад стал проповедовать шариат среди дагестанских горцев. За небольшое время число его последователей достигло 9 тысяч человек и Гази-Мухаммад стал представлять собой силу, с которой не могла совладать аристократия горских народов, присягнувшая на верность Российскому Императору.
Некоторые села и горские общества стали переходить на сторону Гази-Мухаммада. В 1831 году он нанес поражение русскому отряду в сражении при с. Атлы-буюне. Затем Гази-Магомед взял штурмом Параул — резиденцию шамхала Тарковского. 25 мая 1831 года он осадил крепость Бурную. 20 августа 1831 года Гази-Магомед осадил Дербент. На помощь дербентскому гарнизону выдвинулся генерал Каханов, и штурм не удался, отряды Гази-Магомеда сняли осаду и отошли. В ноябре 1831 года Гази-Магомед совершил переход через горы и подошёл к Кизляру. Город был захвачен и разграблен. Гази-Мухаммад обосновался в Гимрах, укрепил этот аул на случай штурма, и предпринимал попытки распространить свое влияние на дагестанских горцев, чему немало способствовали его недавние успехи. На этом фоне было принято решение — провести экспедицию для наказания мятежных горцев. Осенью следующего года, в октябре, барон Розен послал в Гимры отряд под командованием генерала Вельяминова.
Перед походом, барон Розен разослал воззвания Андийскому и Салатавскому обществам, в котором укорял последних за нарушение обязательств по отношении к Российскому правительству, и грозил карами в случае поддержки мятежного имама.
…раскайтесь, признайте вину свою, и исполните все объявленные мною вам приказания; иначе увидите, что с вами будет. Не боимся мы разбудить спящего льва — Дагестанское войско не заслуживает сего названия, оно есть не более как хищный волк, коего голод заставляет искать добычи; но вы сами знаете что ни волки, ни львы не суть весьма опасные враги для человека, и если бы вы были внутри необозримых владений Российских, то увидали бы как там настоящие львы искусством и мудростью до того укрощаются, что повинуются голосу малых детей.— Воззвание барона Розена к Андийскому обществу, 17.09.1832г.

## Манёвры и численность сторон
Вельяминов, имея в своем распоряжении: 2 пехотных полка (Московский и Бутырский), батальон 41-го Егерского полка, 2 роты саперов, всадников Грузинского полка, и 11 орудий; выдвинулся к Гимры из Темир Хан Шуры по Каранайской дороге. По другой дороге, ведущей в Гимры через Эрпели, выдвинулся подполковник Клюгенау с батальоном Апшеронского пехотного полка, и тремя орудиями. По приказу барона Розена Ахмед-хан Мехтулинский собрал ополчение из числа своих подданных, и выдвинулся к Ирганаю, с тем, чтобы не допустить жителей этого села присоединиться к гимринцам, однако милиционеры разошлись, так и не поучаствовав в военных действиях.
Согласно рапорту генерала Вельяминова, Гази-Мухаммад имел в своем распоряжении отряд численностью не менее 3 тысяч мюридов.
Шамиль, описывая происходящее, находясь в калужской ссылке, утверждал, что защитников Гимры было около 600 человек.
В Гимринском сражении вместе с имамом героями пали и лезгины — мухаджиры, которые вместе с Магомедом Ярагским пришли в Аварию. Среди них были такие личности, как мулла Ахмад Кубинский, Нур-Мухаммад Кахский, Хаджи-Али-эфенди, Сулейман-эфенди в «Биография шейха Мухаммада ал-Йараги, написанная его сыном Исмаилом», последний упоминается как «Салман-эфенди» .

Апшеронская памятка Н. С. Самокиш
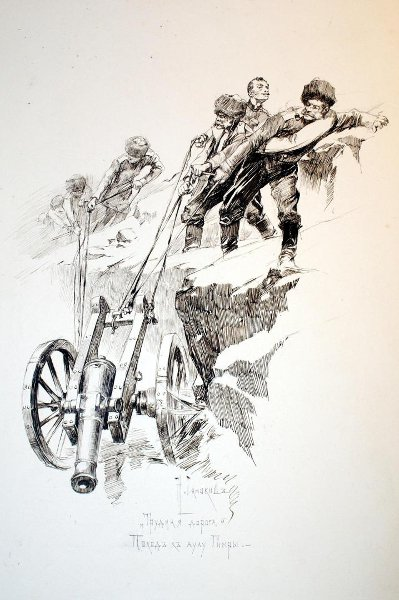
Поход к аулу Гимры
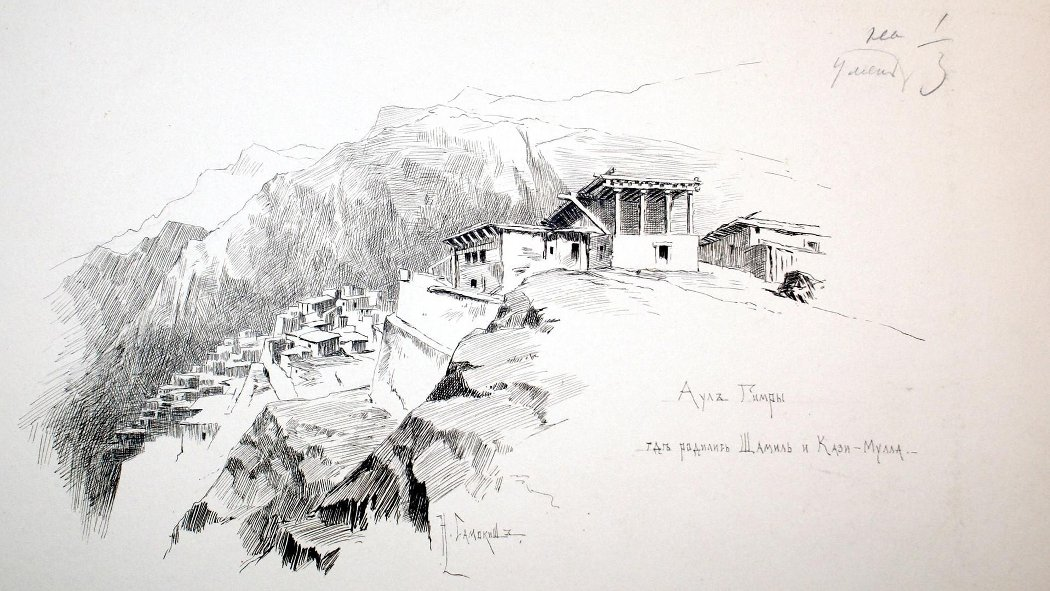
Вид горного аула Гимры

## Место битвы

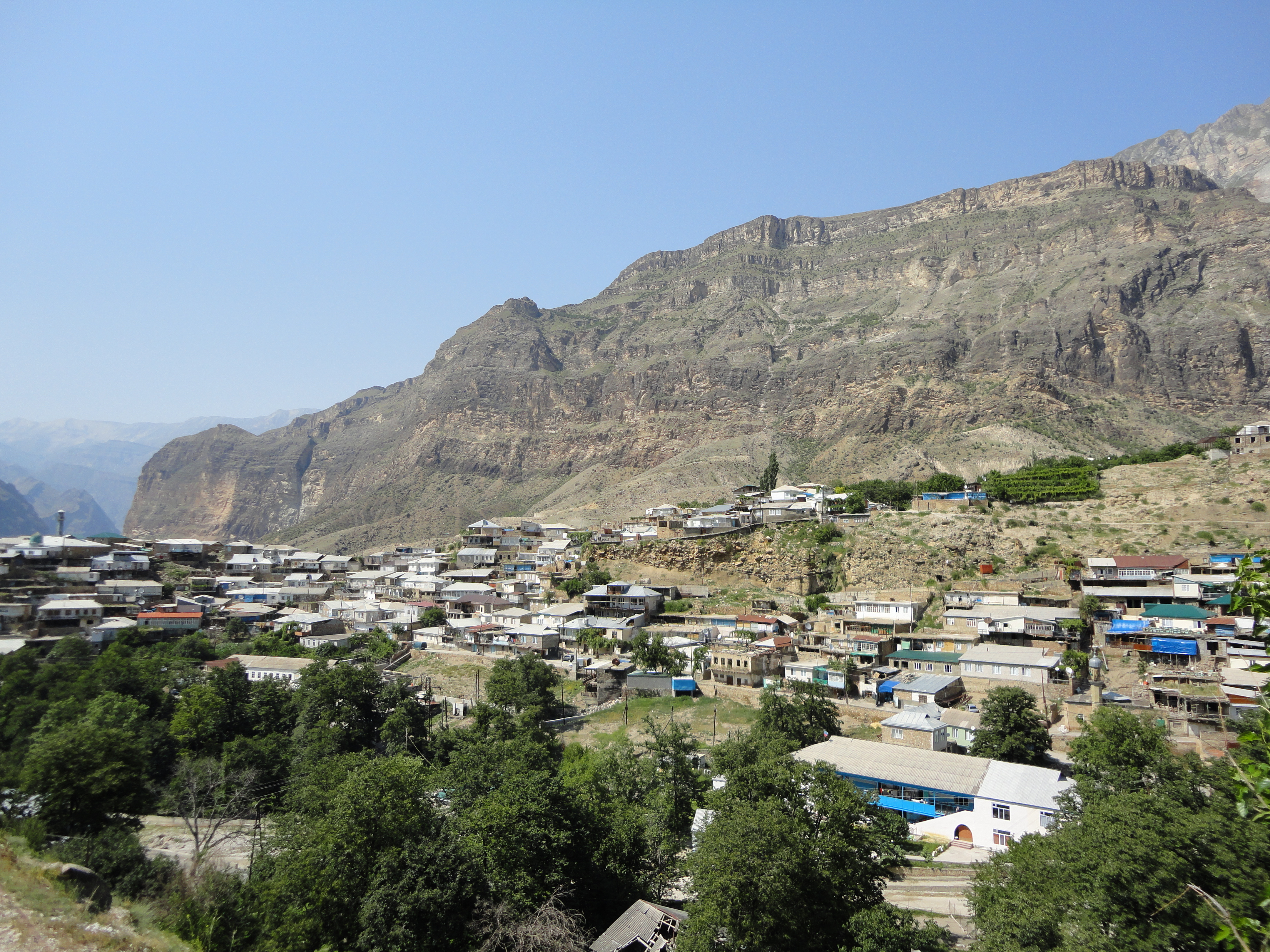
село Гимры в наши дни

Гимры расположено на правой стороне Сулака, на небольшом расстоянии от него. Село раскинулось на плоскости, окружённой утесистыми горами. Подход к селу представлял собой теснину, через которую нужно было пройти штурмующим. В трёх местах теснина была преграждена каменными стенами, в которых имелись бойницы.

## Штурм

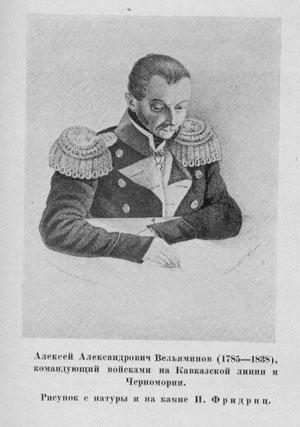
Вельяминов А. А.

По замыслу Вельяминова, 4 батальона пехоты и 300 грузин с двумя орудиями должны были, пройдя по склону горы, спуститься в тыл защитникам первой стены. После этого два батальона с 2 орудиями должны были атаковать первую стену спереди. Но этот план не сработал: нападающие были отбиты, понеся значительные потери.
Тогда Вельяминов с подкреплением сам пришёл на помощь отряду, посланному в обход стены. После непродолжительного боя русский отряд завладел склоном горы. В это время другая часть отряда пошла на штурм первой стены спереди. Защитники первой стены, опасаясь быть окружёнными, отступили, рассчитывая закрепиться за второй стеной. Но им не удалось это сделать: вторая стена была взята тем же способом. После того, как нападающие овладели второй стеной, они соединились и заняли третью стену без сопротивления. Основная часть защитников рассеялась по склону горы в сторону Гимры. Но были и те, кто, заняв завалы, устроенные из камней, продолжал сопротивление. Батальон 41-го Егерского полка попал на такое место, откуда горцы не имели возможности отступить. В этом месте горцы дрались с ожесточением и были истреблены до последнего.
Сражение в этот день закончилось, когда уже стемнело. Наступившая ночь не позволила русским войскам войти в Гимры в тот же день. Основная часть отряда Вельяминова расположилась на ночлег между третьей стеной и селом. Наутро русские заняли Гимры без сопротивления.

### Смерть Гази-Мухаммада

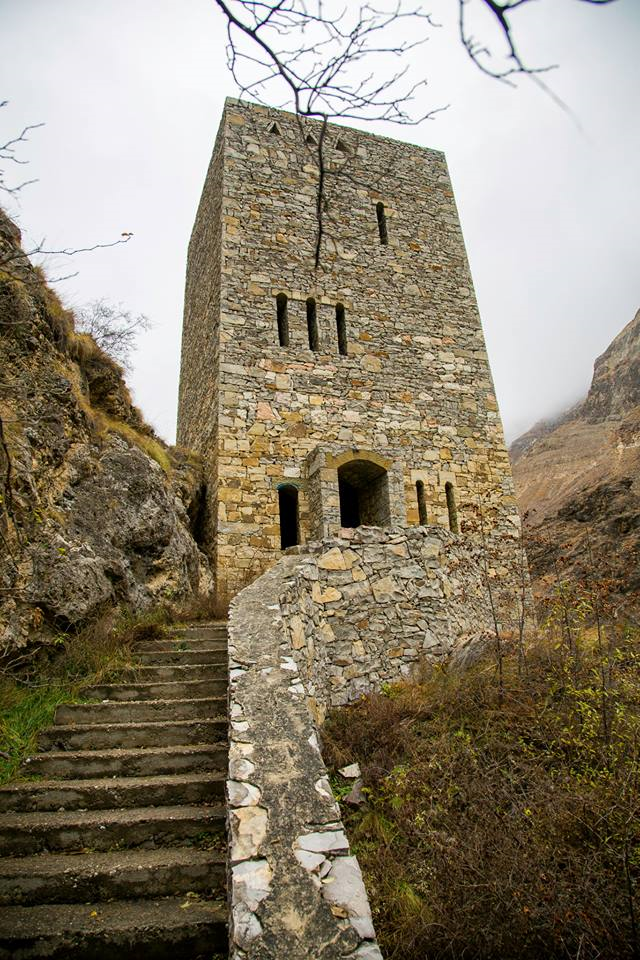
Гимринская башня, воссозданная на месте где погиб первый имам Дагестана Газимухаммад 17 октября 1832 в ходе Кавказской войны

За первой стеной находились две башни с бойницами. После того, как русские войска овладели первой стеной, в башнях осталось несколько человек. Они отказались сдаться, стали отстреливаться. Тогда Вельяминов приказал стрелять по башням из пушки. Пушечные выстрелы вынуждали осаждённых покинуть башню. Некоторые выходили в надежде прорваться. Солдаты, окружив башню, кололи штыками тех, кто из неё выходил. Так погиб предводитель мятежных горцев — Гази-Мухаммад. Кто-то из осажденных продолжал отстреливаться, несмотря на обвалившиеся стены; вскоре все они были перебиты.
Лишь на следующий день стало известно о том, что среди убитых защитников башни был Гази-Мухаммад. 
Вместе с Гази-Мухаммадом мучениками за веру стали его лучшие товарищи, а также благородные вожди: превосходный учёный, святой хаджи Али Харахинский; блистательный, чрезвычайно одарённый ученый-богомолец Нур-Мухаммад-эфенди из Инхо; мудрый учёный, большой труженик, борец за веру (гази) Саид Хариколинский; достойный учёный, имамский муфтий Мухаммад Кудутлинский и другие благонравные и благочестивые люди. Произошло это в понедельник месяца джумада ул-ахир 1248 (ноябрь 1832 года н.э.) года, на закате.— Историко-биографические и исторические очерки хаджи Хайдарбека Геничутлинского.
Согласно преданию, тело Гази-Мухаммада приняло положение молящегося: одна рука держалась за бороду, вторая — указывала в небо.

### Прорыв Шамиля

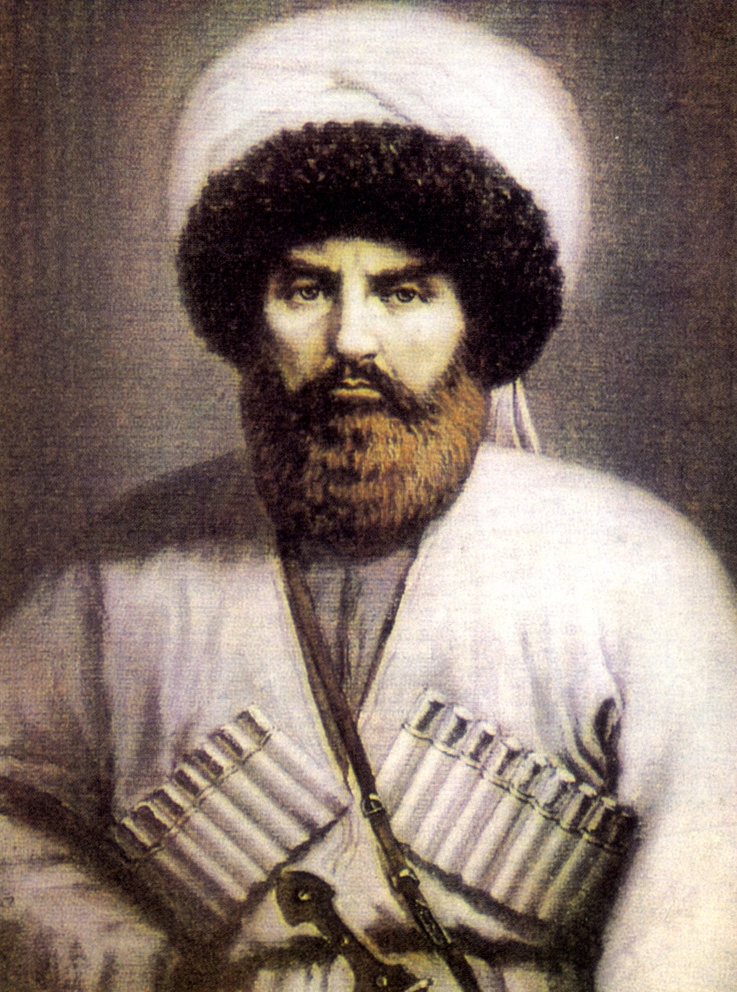
Имам Шамиль

Одним из немногих из числа осажденных, кому удалось избежать смерти, был Шамиль — будущий имам Дагестана и Чечни, которому удалось вырваться из окружённой башни. При этом Шамиль зарубил нескольких солдат и сам был тяжело ранен штыком в грудь.

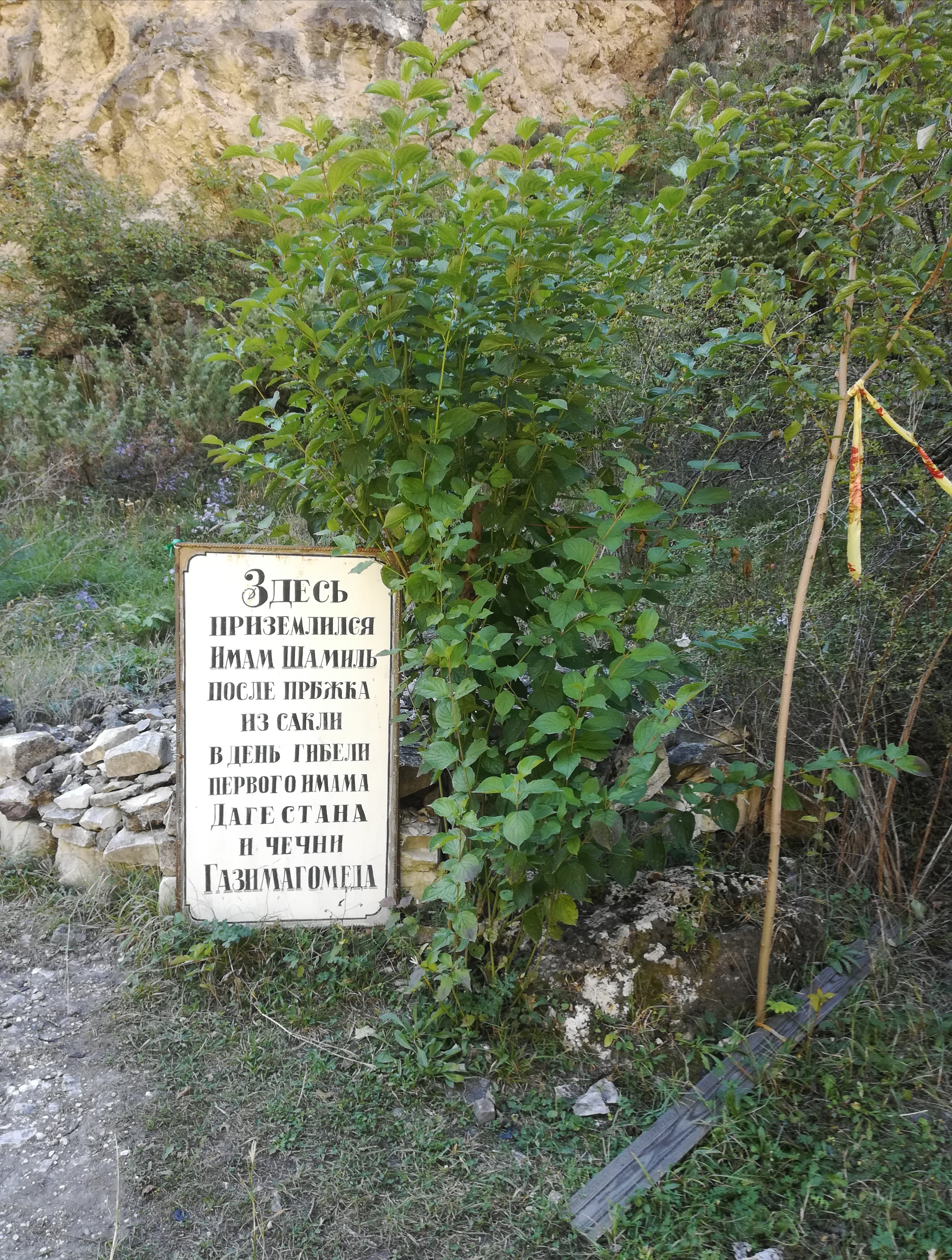

А. Ф. Рукевич — офицер Эриванского полка — в своих воспоминаниях сообщает:
После упорного сопротивления башня была взята нашими войсками и все защитники вместе с самим Кази-Муллой переколоты, но один, совсем почти юноша, прижатый к стене штыком сапера, кинжалом зарезал солдата, потом выдернул штык из своей раны, перемахнул через трупы и спрыгнул в пропасть, зиявшую возле башни. Произошло это на глазах всего отряда. Барон Розен, когда ему донесли об этом, сказал:
— Ну, этот мальчишка наделает нам со временем хлопот….— Из воспоминаний старого эриванца Исторический вестник. № 9 1914г.
После пленения Шамиля М. Н. Чичагова, супруга полковника М. Чичагова, который был приставлен к Шамилю в период его жизни в Калуге, составила биографический очерк о жизни Шамиля на основе его личных рассказов и воспоминаний. Эпизод, связанный со смертью Гази-Мухаммада, со слов Шамиля выглядел следующим образом:
Тогда Кази-Магомед сказал Шамилю „Здесь нас всех перебьют и мы погибнем, не сделав вреда неверным, лучше выйдем и умрём, пробиваясь“. С этими словами он, надвинув на глаза шапку, бросился из дверей. Только что он выбежал из башни как солдат ударил его в затылок камнем. Кази-Магомед упал и тут же был заколот штыками. Шамиль, видя, что против дверей стояли два солдата с прицеленными ружьями, в одно мгновение прыгнул из дверей и очутился сзади обоих. Солдаты тотчас повернулись к нему, но Шамиль изрубил их. Третий солдат побежал от него, но он догнал и убил его. В это время четвёртый солдат воткнул ему в грудь штык, так что конец вошёл ему в спину. Шамиль, схватив правою рукою дуло ружья левою изрубил солдата (он был левша), выдернул штык и, зажав рану, начал рубить в обе стороны, но никого не убил, потому что солдаты от него отбегали, поражённые его отвагой, а стрелять боялись, чтобы не ранить своих, окружавших Шамиля.— Чичагова М. Н. Шамиль на Кавказе и в России. 1889. Гл. 2.

## Последствия
Прокламация барона Розена к дагестанским и другим народам.
«Правосудие божье настигло возмутителя общего спокойствия, изувера Кази – муллу. Он, верные последователи его и множество обманутых им людей истреблены победоносным Российским воинством в известном неприступностью своей Гимринском ущелье. Гимринцы говорили, что «русские могут сойти к нам только дождем» но забыли, что и камни с гор падают, и гром и молния поражают злодеев.
Да послужит сие примером для любых врагов спокойствия. Да прибегнут они с раскаянием к могущественному Российскому правительству и по милосердию великого Императора будут прощены. Но если кто впредь осмелится возбуждать злоумышление, тот подвергнется неминуемому строгому наказанию. Не спасут его ни горы, ни леса, ни ущелья. Везде пройдут победоносные Российские войска. Везде непокорные бунтовщики наказаны будут. Сие узнали Галгаевцы, Персияне, Чеченцы, Гимринцы и др. Имеющие уши да услышат и уразумеют.»
По окончании штурма в Гимры прибыл барон Розен. К нему явились старшины села, прося о помиловании. Розен потребовал выдачи заложников, возврата пленных, а также выплаты штрафа в размере 6 рублей серебром с каждого дома и ежегодной подати по 1 рублю. Старшины Гимры согласились на такие условия, и 21 октября Розену были переданы аманаты из лучших семейств села. Розен издал прокламацию с призывом к горцам сложить оружие, обещая прощение сдавшимся.

### Потери сторон
Русские войска потеряли в сражении:
убитыми — 1 обер офицера, 43 нижних чинов;
раненными: 2 штаб офицера, 10 обер офицеров, 1 лекарь, 315 нижних чинов
На месте боя было обнаружено 192 тела защитников Гимры. Учитывая, что у горцев было принято любой ценой забирать тела погибших, вероятно, число погибших было больше. Из рассказов старшин, которые явились на следующий день к барону Розену, следовало, что число погибших составило около 300 человек.
Горцы не вели письменного учёта своим силам, поэтому о количестве раненных с их стороны неизвестно.

## Ситуация на северо-восточном Кавказе после взятия Гимры
Взятие Гимры продемонстрировало кавказским горцам, что русский солдат может пройти даже в такое место, как Гимры, считавшееся до той поры неприступным. Место убитого Гази-Мухаммеда занял его ближайший сподвижник Гамзат-бек. Кавказская война продолжалась ещё 27 лет.